# A-League 2015-2016
Il campionato di A-League 2015-2016 è stata l'11ª edizione della A-League, la massima divisione del campionato australiano di calcio. La stagione è iniziata l'8 ottobre 2015, la stagione regolare si è conclusa il 10 aprile 2016, e la finale per l'assegnazione del titolo si è giocata il 1º maggio 2016. Il campionato è stato vinto dall'Adelaide United che ha sconfitto per 3-1 il Western Sydney Wanderers in finale.

## Stagione

### Novità
Il 20 maggio 2015 la FFA ha comunicato la revoca della licenza di partecipazione alla A-League al Newcastle Jets per insolvenza economica. Una nuova squadra sempre di Newcastle sarebbe rimasta membro della A-League e i calciatori della vecchia società sarebbero passati alla nuova. Il 21 maggio 2015 l'amministratore delegato della FFA ha confermato che la nuova squadra di Newcastle avrebbe mantenuto lo stesso nome, lo stesso logo e gli stessi colori sociali della vecchia società.

### Formato
Il campionato si compone di due fasi: la stagione regolare e la fase finale per l'assegnazione del titolo.

Nella stagione regolare le 10 squadre si affrontano tre volte con almeno una partita in casa e una in trasferta, per un totale di 27 giornate. Al termine della stagione regolare le prime 6 classificate accedono alla fase finale e le prime due classificate accedono alla AFC Champions League 2017.

Nella fase finale le prime due classificate nella stagione regolare accedono direttamente alle semifinali. Nel primo turno in partita unica la terza classificata nella stagione regolare affronta la sesta, mentre la quarta affronta la quinta. Nelle semifinali la prima classificata affronta la vincente del primo turno col peggior piazzamento nella stagione regolare, mentre la seconda affronta quella col miglior piazzamento. Anche semifinali e finale si giocano in gara unica. La vincitrice della finale vince il campionato ed è ammessa alla AFC Champions League 2017.

## Squadre partecipanti
| Club               | Città            | Stadio                           | Stagione 2014-2015    |
| ------------------ | ---------------- | -------------------------------- | --------------------- |
| Adelaide Utd       | Adelaide         | Coopers Stadium Adelaide Oval    | 3º posto in A-League  |
| Brisbane Roar      | Brisbane         | Suncorp Stadium                  | 6º posto in A-League  |
| C.C. Mariners      | Gosford          | Bluetongue Central Coast Stadium | 8º posto in A-League  |
| Melbourne City     | Melbourne        | AAMI Park                        | 5º posto in A-League  |
| Melbourne Victory  | Melbourne        | Etihad Stadium AAMI Park         | Campione di Australia |
| Newcastle Jets     | Newcastle        | Hunter Stadium                   | 10º posto in A-League |
| Perth Glory        | Perth            | nib Stadium                      | 7º posto in A-League  |
| Sydney FC          | Sydney           | Allianz Stadium                  | 2º posto in A-League  |
| Wellington Phoenix | Wellington (NZL) | Westpac Stadium                  | 4º posto in A-League  |
| Western Sydney     | Sydney           | Pirtek Stadium                   | 9º posto in A-League  |

## Stagione regolare

### Classifica finale
| Pos. | Squadra            | Pt | G  | V  | N  | P  | GF | GS | DR  |
| ---- | ------------------ | -- | -- | -- | -- | -- | -- | -- | --- |
| 1.   | Adelaide Utd       | 49 | 27 | 14 | 7  | 6  | 45 | 28 | +17 |
| 2.   | Western Sydney     | 48 | 27 | 14 | 6  | 7  | 44 | 33 | +11 |
| 3.   | Brisbane Roar      | 48 | 27 | 14 | 6  | 7  | 49 | 40 | +9  |
| 4.   | Melbourne City     | 44 | 27 | 13 | 5  | 9  | 63 | 44 | +19 |
| 5.   | Perth Glory        | 43 | 27 | 13 | 4  | 10 | 49 | 42 | +7  |
| 6.   | Melbourne Victory  | 41 | 27 | 11 | 8  | 8  | 40 | 33 | +7  |
| 7.   | Sydney FC          | 34 | 27 | 8  | 10 | 9  | 36 | 36 | 0   |
| 8.   | Newcastle Jets     | 30 | 27 | 8  | 6  | 13 | 28 | 41 | -13 |
| 9.   | Wellington Phoenix | 25 | 27 | 7  | 4  | 16 | 34 | 54 | -20 |
| 10.  | C.C. Mariners      | 13 | 27 | 3  | 4  | 20 | 33 | 70 | -37 |

Legenda:

      Ammesse ai Play-off (Semifinali)
      Ammesse ai Play-off (Primo Turno)
Note:

Tre punti a vittoria, uno a pareggio, zero a sconfitta.
La classifica viene stilata secondo i seguenti criteri:
- Punti conquistati
- Differenza reti generale
- Reti totali realizzate
- Punti conquistati negli scontri diretti
- Differenza reti negli scontri diretti
- Minor numero di cartellini rossi ricevuti
- Minor numero di cartellini gialli ricevuti
- Sorteggio

### Risultati
|                   | Ade     | Bri     | CCM     | MeC     | MeV     | New     | Per     | Syd     | Wel     | WSW     |
| ----------------- | ------- | ------- | ------- | ------- | ------- | ------- | ------- | ------- | ------- | ------- |
| Adelaide United   | ––––    | 3-0     | 3-1 4-2 | 2-4 0-1 | 0-0     | 0-0 1-0 | 1-0     | 2-1 2-2 | 3-0     | 1-1     |
| Brisbane Roar     | 3-0 1-4 | ––––    | 2-1 4-0 | 1-1 3-1 | 5-0     | 2-2 2-1 | 1-0 2-1 | 3-2     | 2-1     | 3-2     |
| C.C. Mariners     | 2-3     | 0-1     | ––––    | 1-5     | 3-3 0-2 | 0-1     | 3-2 2-4 | 1-3 2-2 | 1-1 3-1 | 0-2 1-2 |
| Melbourne City    | 0-2     | 3-1     | 3-1 4-1 | ––––    | 2-1 2-2 | 2-3     | 5-1     | 2-2 3-0 | 3-1 3-0 | 0-3 3-2 |
| Melbourne Victory | 2-1 0-1 | 4-0 0-0 | 2-1     | 3-2     | ––––    | 1-1     | 1-1     | 1-0 1-1 | 3-0     | 1-1 2-0 |
| Newcastle Jets    | 0-0     | 1-1     | 1-1     | 0-4 2-1 | 1-0 0-1 | ––––    | 1-6 1-2 | 0-1     | 3-1 3-2 | 1-2 0-1 |
| Perth Glory       | 3-1 1-3 | 6-3     | 2-1 4-0 | 2-2 3-2 | 1-0 3-2 | 2-0     | ––––    | 0-0     | 1-2     | 2-2     |
| Sydney FC         | 0-2     | 0-0 1-3 | 4-1     | 1-1     | 2-4     | 1-0 2-0 | 1-2 4-0 | ––––    | 0-0 1-3 | 1-0 1-1 |
| Well. Phoenix     | 4-2 0-4 | 3-2 0-0 | 1-3     | 2-1     | 2-0 1-4 | 1-2     | 0-1 1-2 | 1-1     | ––––    | 0-2     |
| West. Sydney W.   | 0-0     | 1-3 2-1 | 4-1     | 4-3     | 2-0     | 2-0     | 1-0 2-1 | 1-2     | 2-1 2-5 | ––––    |

## Fase finale

### Tabellone
|  | Primo turno | Primo turno       | Primo turno  |                |                | Semifinali     | Semifinali     | Semifinali |  |  | Finale | Finale | Finale |  |
|  |             |                   |              |                |                |                |                |            |  |  |        |        |        |  |
|  |             |                   |              |                |                | 2              | Western Sydney | 5 (d.t.s.) |  |  |        |        |        |  |
|  |             |                   |              |                |                | 2              | Western Sydney | 5 (d.t.s.) |  |  |        |        |        |  |
|  |             |                   |              | Brisbane Roar  | 4              |                |                |            |  |  |        |        |        |  |
|  | 3           | Brisbane Roar     | 2            | Brisbane Roar  | 4              |                |                |            |  |  |        |        |        |  |
|  | 3           | Brisbane Roar     | 2            |                |                |                |                |            |  |  |        |        |        |  |
|  | 6           | Melbourne Victory | 1            |                |                |                |                |            |  |  |        |        |        |  |
|  | 6           | Melbourne Victory | 1            |                | Western Sydney | Western Sydney | 1              |            |  |  |        |        |        |  |
|  |             |                   |              |                |                |                |                |            |  |  |        |        |        |  |
|  |             |                   | Adelaide Utd | Adelaide Utd   | 3              |                |                |            |  |  |        |        |        |  |
|  |             |                   |              | Adelaide Utd   | 3              |                |                |            |  |  |        |        |        |  |
|  |             |                   |              |                |                |                |                |            |  |  |        |        |        |  |
|  |             |                   |              |                |                |                |                |            |  |  |        |        |        |  |
|  |             | 1                 | Adelaide Utd | 4              |                |                |                |            |  |  |        |        |        |  |
|  |             |                   |              | 4              |                |                |                |            |  |  |        |        |        |  |
|  |             |                   |              | Melbourne City | 1              |                |                |            |  |  |        |        |        |  |
|  | 4           | Melbourne City    | 2            | Melbourne City | 1              |                |                |            |  |  |        |        |        |  |
|  | 4           | Melbourne City    | 2            |                |                |                |                |            |  |  |        |        |        |  |
|  | 5           | Perth Glory       | 0            |                |                |                |                |            |  |  |        |        |        |  |

## Statistiche e record

### Classifica marcatori
| Gol |  |  | Giocatore              | Squadra            |
| --- |  |  | ---------------------- | ------------------ |
| 23  |  |  | Bruno Fornaroli        | Melbourne City     |
| 18  |  |  | Jamie Maclaren         | Brisbane Roar      |
| 17  |  |  | Besart Berisha         | Melbourne Victory  |
| 13  |  |  | Diego Castro           | Perth Glory        |
| 11  |  |  | Aaron Mooy             | Melbourne City     |
| 10  |  |  | Filip Hološko          | Sydney FC          |
| 10  |  |  | Andrew Keogh           | Perth Glory        |
| 10  |  |  | Mitch Nichols          | Western Sydney     |
| 10  |  |  | Harry Novillo          | Melbourne City     |
| 10  |  |  | Brendon Šantalab       | Western Sydney     |
| 9   |  |  | Mark Bridge            | Western Sydney     |
| 9   |  |  | Bruce Djite            | Adelaide Utd       |
| 9   |  |  | Miloš Trifunović       | Newcastle Jets     |
| 8   |  |  | Roy O'Donovan          | C.C. Mariners      |
| 8   |  |  | Blake Powell           | Wellington Phoenix |
| 8   |  |  | Henrique Andrade Silva | Brisbane Roar      |